# 마다가스카르산악쥐
마다가스카르산악쥐 또는 쿠프만산악보알라보(Monticolomys koopmani)는 붉은숲쥐과에 속하는 설치류의 일종이다. 마다가스카르산악쥐속(Monticolomys)의 유일종이다. 마다가스카르섬 동부의 고지대에서 발견된다. 생쥐를 닮은 작은 설치류로 상체는 진한 갈색을 띠며, 하체는 진한 회색이다. 작고 둥글며 털을 가진 귀와 잘 발달되고 넓은 발을 갖고 있다. 꼬리는 길고, 끝에 장식술이 없다. 두개골은 가냘프고, 머리 윗부분의 볏(골즐, crest)과 산등성이 뼈 구조가 없다. 1929년에 처음 수집된 표본 Monticolomys koopmani은 1996년까지는 공식적으로 기술되지 못했지만, 현재 널리 분포하는 것으로 알려져 있다. 밤에 주로 활동하고, 고산 운무림과 사람들에 의해 교란된 초원에서 발견되며 과일과 씨앗을 먹는다. 기어오르는 데 알맞은 돌물로 나무를 오르지만, 땅에서도 서식한다. 서식지 파괴로 위협을 받고 있지만, 국제 자연 보전 연맹(IUCN)이 "관심대상종"으로 분류하고 있다.